# Gat snowshoe
El gat snowshoe (sabata de neu en anglès) és una raça de gat relativament nova i originada als Estats Units. El gat snowshoe és un gat de pèl curt, de mida mitjana, amb bona musculatura. El pelatge té el mateix patró de color que el del gat siamès, però es distingeix per les seves quatre "botetes blanques" en les seves potes, que donen origen a la seva denominació. També presenta una "V" invertida en el seu rostre, de color blanc. S'enfosqueixen amb el transcurs dels anys, i el llom sol esdevenir d'un to marró xocolata. El cap pot ser tant triangular, com arrodonida (applehead). Els ulls són blaus. Aquesta raça es caracteritza per ser enèrgica, juganera, intel·ligent, sociable, demandant i afectuosa.

## Història

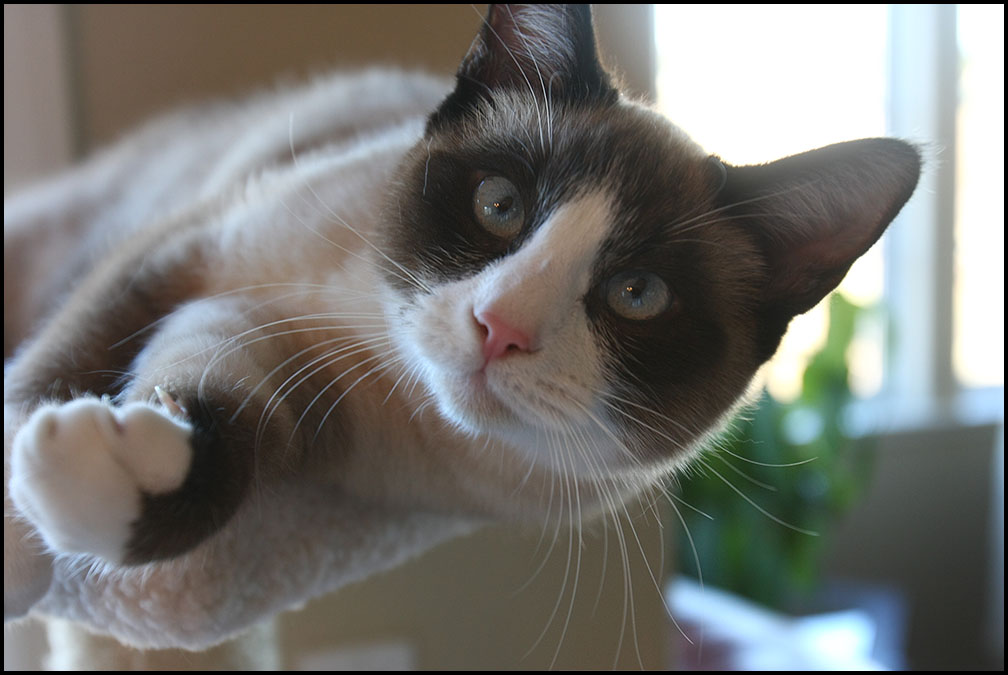
Es poden observar les urpes blanques i la "V" invertida en el rostre del gat snowshoe.

Aquesta raça de gat va ser el resultat de l'encreuament del gat siamès (siamès tradicional) amb el gat britànic de pèl curt o amb el gat americà de pèl curt. El gat snowshoe va ser vist per primera vegada a la dècada del 1960 a Filadèlfia, quan la criadora de gats siamesos Dorothy Hinds-Daugherty va obtenir cries amb aquest patró de color. En aquest moment, aquesta criadora va començar a promoure i difondre la raça. Després, Vikki Olander va prosseguir amb aquesta tasca, que va buscar el reconeixement del gat snowshoe com a raça per part d'associacions de gats. El 1993 el gat snowshoe va ser acceptat per la TICA (The International Cat Association).

## Estàndard
Estàndard del snowshoe:
- General: el Snowshoe és un gat de mida mitjana, que combina característiques dels seus ancestres shorthairs i orientals (com el gat siamès).
- Cos: llarg i ferm, però no en extrem. De grandària, ossos i musculatura mitjans.
- Cap: de forma de falca, amb contorns arrodonits. Musell de bona longitud, pòmuls elevats amb suaus contorns, mentó ferm.
- Orelles: de mida mitjana a mig gran, en proporció al cos, àmplies a la base, lleugerament arrodonides.
- Ulls: de forma ovalada, amb major longitud que profunditat, lleument inclinats cap a la base de les orelles. Els ulls són de color blau, brillants i expressius.
- Cua: mitjana, de longitud en proporció al cos.
- Pelatge: curt a mig curt, sense subcapa, de textura suau.
- Colors: blau point i senyal point.
- Desqualificacions: pelatge llarg, colors d'ulls que no siguin blau, patró blanc que oculti els punts de color. Ha de tenir les "botetes blanques" en cadascuna de les seves potes.
- Creuaments permesos: amb siamesos (gat siamès) i americans de pèl curt (gat americà de pèl curt).